# Guérigny
 Guérigny  es una población y comuna francesa, situada en la región de Borgoña, departamento de Nièvre, en el distrito de Nevers y cantón de Guérigny.

## Demografía
| 2961 | 2984 | 2472 | 2417 | 2414 | 2474 |
| Para los censos de 1962 a 1999 la población legal corresponde a la población sin duplicidades (Fuente: INSEE [Consultar]) |      |      |      |      |      |